# Fuzil
Um fuzil (português brasileiro) ou espingarda (português europeu) é uma arma longa, também conhecida como rifle, espingarda ou espingarda raiada. O fuzil é uma arma de fogo portátil, de cano longo, provida de uma coronha para o cavado do ombro, podendo ter a operação de repetição (quando é necessária a força muscular do operador), semiautomática (quando o fuzil realiza o processo de carregamento, menos o tiro) ou automática (quando o fuzil realiza todo o processo de carregamento, incluindo o tiro).
Podemos distinguir várias categorias de fuzis conforme a categoria de alma de seus canos, sua arquitetura e seu uso. No meio militar, pelo menos desde o século XVII, o termo carabina designa uma arma longa próxima a um fuzil, porém, apresentando dimensões, potência e alcance menores; originalmente de dotação da cavalaria. Outro termo para um fuzil mais curto que o padrão é mosquetão (do francês: mousqueton), uma arma mais curta que o mosquete e o fuzil; e desprovida de baioneta.

## Visão Geral
Inicialmente, os fuzis eram armas de precisão, enquanto a infantaria fazia uso regular da maior potência de fogo dos robustos mosquetes, com munição de mosquete com calibres até 19mm (0,75in). Benjamin Robins, um matemático inglês, percebeu que um projétil alongado conservaria a massa e a energia cinética de uma bala de mosquete e cortaria o ar com maior facilidade. O inovador trabalho de Robins e outros teria, até ao final de século XVIII, ganho aceitação. Por meados do século XIX, porém, a produção industrial tinha avançado suficientemente para que o mosquete fosse substituído por uma série de fuzis — geralmente de tiro simples, com carregamento pela culatra — concebidos para serem usado individualmente por soldados. Assim como agora, os fuzis tinham uma coronha, quer seja fixa ou dobrável, para serem apoiadas contra o ombro durante o disparo. Os primeiros fuzis militares, tais como os fuzis Baker, eram mais curtos que os mosquetes da época, e eram geralmente a arma de um atirador. Até o início do século XX os fuzis tendiam a ser muito longos. O fuzil Martini-Henry de 1890 com retrocarga, por exemplo, tinha quase 2m (6 pés) de comprimento somando a baioneta fixa. A demanda por armas mais compactas para a cavalaria levou à carabina ou aos fuzis curtos.

## Classificação
A seguir, duas maneiras simples e genéricas de classificação:

### Ação
Os fuzis podem ser classificados quanto à sua ação:
- Monotiro (tiro único) ou single shot - a arma precisa ser alimentada diretamente na câmara após cada disparo (ver: Antecarga e Retrocarga);
- De repetição - a arma é recarregada por esforço muscular do atirador num mecanismo da arma, independente do curso do gatilho. Por exemplo: Karabiner 98k, ferrolhado ou ação de ferrolho (bolt action), ação de alavanca - Winchester, ação de bombeamento (pump action);
- Semiautomática ou auto - é recarregada automaticamente aproveitando a expansão dos gases após o disparo;
- Rajada ou burst - dispara de 3 a 5 tiros, dependendo do modelo, a cada ação do gatilho.
- Automática ou full auto - é recarregada automaticamente aproveitando a expansão dos gases e realiza disparos consecutivos com uma única ação do gatilho.

### Finalidade
Os fuzis podem ser classificados de acordo com sua aplicação tática:
- Fuzil de precisão (sniper rifle) - Dotado de mira telescópica, é geralmente mais longo. Tem aplicação bélica, policial ou para caça. É usado principalmente para tiros de longas distâncias em alvos prioritários;
- Fuzil de assalto (assault rifle) - é o principal tipo de arma longa utilizada em combates militares ou policiais. Utiliza cartuchos de calibre intermediário. É dotado geralmente de um registro de seleção de ação Semi ou Full Auto. Alguns modelos mais modernos têm a opção de rajada de dois ou três tiros (multi-burst mode). Esses fuzis apresentam coronhas fixas, dobráveis ou rebatíveis, sendo estas esqueléticas ou não.

## Etimologia
Originalmente, o termo "fuzil" (do latim popular: focilis [petra], "pedra que produz fogo") se referia a uma pequena peça de metal destinada a produzir faíscas ao atingir uma pedra de sílex, usada para acionar o tiro ateando fogo à pólvora no cano dos arcabuzes. Esta pedra de percussão é também conhecida como binga, pederneira ou fuzil. Por sinédoque, o termo acaba designando toda a arma. O termo é utilizado no Brasil por influência francesa.
Em Portugal, o termo espingarda designa uma arma de fogo portátil de cano longo. Abrange o que no Brasil é designado por fuzil, termo que não é usado em Portugal. A designação espingarda é entendida vulgarmente como qualquer arma de cano longo, o que é errado pois de acordo com o Regime Jurídico das Armas e Munições (Lei 5/2006 de 23 de Fevereiro),  só deverão ser classificadas como "Espingardas" as armas de fogo longas com cano de alma lisa, devendo as de alma raiada serem classificadas "carabinas" . O Exército Português designa as suas armas longas de assalto como "Espingardas", apesar de serem de alma raiada.
No Brasil o termo espingarda é usado para designar o que em Portugal é chamado espingarda caçadeira ou, popularmente, caçadeira, ou seja uma arma longa de caça, de cano não raiado. Este tipo de arma utiliza, em geral, munição carregada com múltiplos bagos (português europeu) ou balins (português brasileiro) esféricos de chumbo. Em Portugal estes são divididos em 2 grupos chumbos de caça (vulgo chumbo) quando têm diâmetro até 4,5 mm ou zagalotes quando maiores.

Funcionamento do AK-47 por meio do reaproveitamento dos gases resultantes da detonação da munição.

Dependendo da finalidade, podem empregar também projétil singular, bala de caça (português europeu) ou balote (português brasileiro), ou eventualmente para caça os "flechettes" (flechetas), sendo os últimos proibidos em muitos países. Nomes populares, para essa categoria de arma são "cartucheiras" e "escopeta". As espingardas mais comuns são as de calibre 12. Uma categoria de arma de fogo longa não raiada que às vezes é confundida com espingarda é a garrucha.
No Brasil existia o Decreto nº 3665, de 20 de novembro de 2000 (conhecido como R-105) que foi substituído pelo Anexo 1 do Decreto 10030 de 2019 . O 3665 estabelecia, entre outros fatores, no art 3º, a seguinte definição: Item XXXVII — Carabina: arma de fogo portátil parecido com fuzil, mas com dimensões reduzidas, menor que o fuzil, de cano longo, com alma raiada (estrias no cano); Item XLIX - Espingarda: arma de fogo portátil, de cano Longo, com alma Lisa (sem estrias); Item LIII — Fuzil: arma de fogo portátil, de cano longo e alma raiada.
Esse mesmo decreto não faz referências ao termo "rifle". Nenhuma classificação nesse assunto pode ser considerada conclusiva, pois não há padronização entre os países nem de nomenclatura, nem de definição.

## Rifle vs. Fuzil

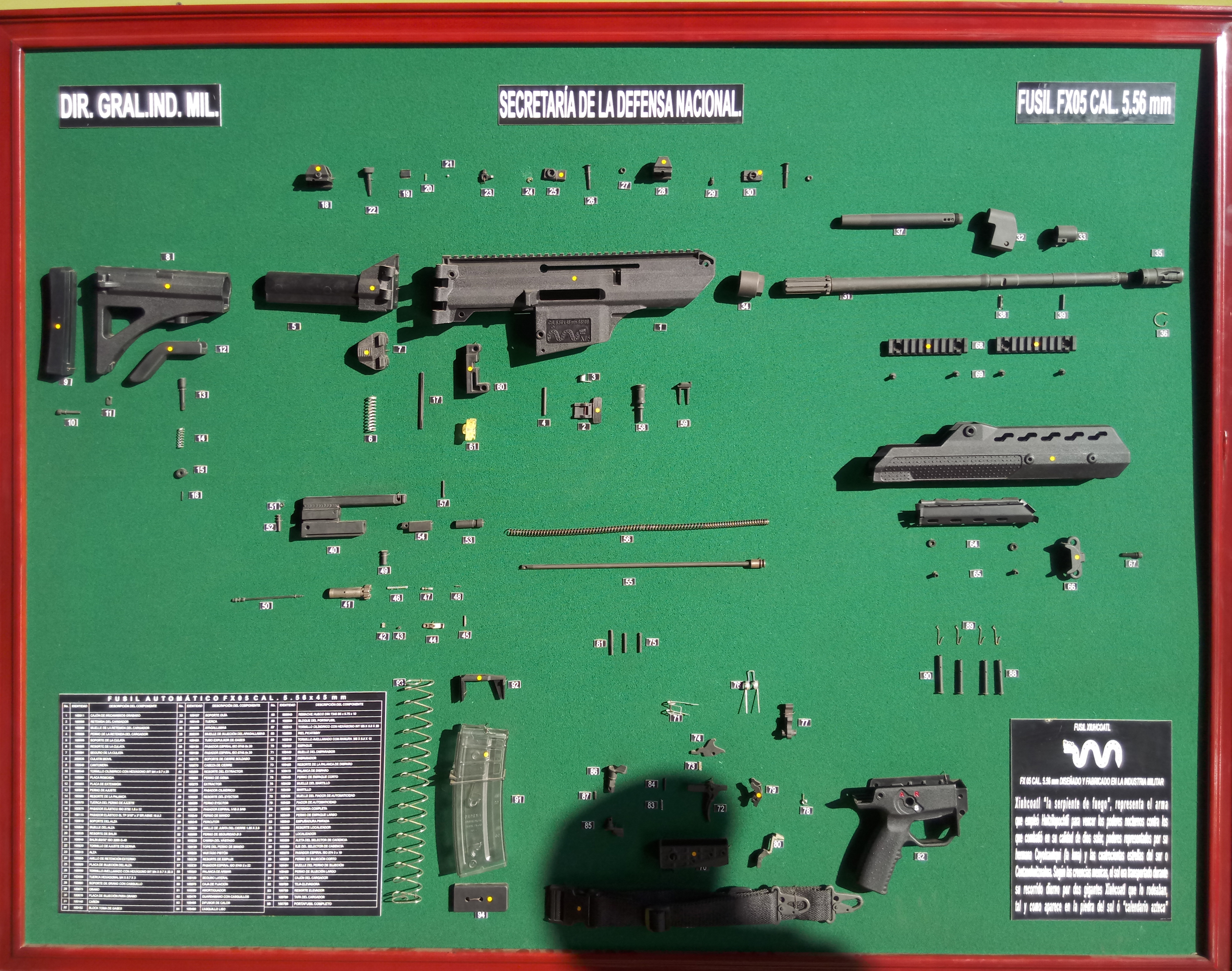
Vista explodida do fuzil de assalto mexicano FX-05 Xiuhcoatl.

O termo rifle tem uma definição bem específica na língua inglesa, e todas deixam claro que o termo não tem nada a ver com tamanho ou potência, e sim com o fato histórico da evolução dos canos das armas longas de alma lisa para alma estriada.
Ainda na língua inglesa, os entendimentos mais modernos são mais abrangentes, e definem que: o termo "rifle" especifica uma arma projetada e destinada a ser disparada do ombro usando a energia do explosivo em um cartucho metálico fixo para disparar apenas um único projétil através de um cano estriado para cada acionamento do gatilho. Portanto, algo bem distinto de um fuzil, que geralmente tem a opção de disparo de rajadas de forma automática, com apenas um acionamento do gatilho.
O termo original foi "rifled gun", com o verbo "rifle" se referindo ao processo de usinagem de criação de ranhuras com ferramentas de corte. No século XX, a arma havia se tornado tão comum que o substantivo moderno "rifle" agora é frequentemente usado para qualquer arma de longo alcance portátil projetada para disparos individuais a cada acionamento do gatilho.

### Histórico

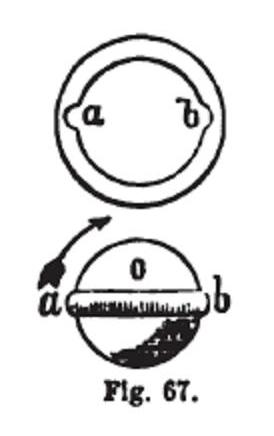
Funcionamento do estriamento no Rifle Brunswick em meados do século XIX.

O "cano sulcado" ("rifled barrel"), é considerado por muitos como tendo sido inventado já em 1440 e desenvolvido por Gaspard Kollner de Viena, Áustria, por volta de 1498. O "cano sulcado" ou "estriado" em espiral é considerado de origem alemã, inventado por Augustus Kotter de Nuremberg por volta de 1520. No entanto, os comandantes militares continuaram preferindo armas com canos de alma lisa para o uso padrão na infantaria porque os rifles eram muito mais sujeitos a problemas devido à pólvora sujar o cano porque demoravam mais para recarregar e disparar do que os mosquetes.
Os rifles foram criados visando melhorar a precisão dos mosquetes de cano de alma lisa. No início do século XVIII, Benjamin Robins, um matemático inglês, percebeu que uma bala alongada reteria o mesmo "momento" e a mesma energia cinética de uma "musket ball" ("pelouro"), mas cortaria o ar com maior facilidade. A pólvora negra usada na época, no entanto, gerava vários problemas como: sujava rapidamente o cano, tornando o carregamento mais lento, difícil e a vantagem do maior alcance do rifle era pouco prática, pois a fumaça gerada pelos disparos obscurecia rapidamente o campo de batalha tornando quase impossível fazer mira à distância. Tudo isso foi adiando a utilização em massa dos rifles.
É admitido por historiadores que o aperfeiçoamento das "rifled guns", é uma conquista quase totalmente americana. Primeiramente no território do Kentucky, e mais tarde no território da Pensilvânia um dos primeiros rifles de maior sucesso, o "long rifle", foi desenvolvido ao longo do século XVIII. Foi nesse período que as demais características de um "rifle", além do cano de alma estriada foram definidas, atendendo as sugestões dos "pioneiros". Para satisfazer as necessidades de uso na fronteira, um rifle deveria possuir as seguintes características: 1 - robustez combinada com leveza e mobilidade; 2 - rapidez no carregamento; 3 - economia de munição; 4 - precisão e tiro forte para distâncias razoáveis, e 5 - uma explosão de pequeno volume ao disparar.
Em comparação com o Brown Bess mais comum, eles tinham um cano mais estreito, sem espaço entre a bala e a parede interna do cano, e ainda usavam bolas de chumbo em vez de balas cônicas. As balas que o "long rifle" usava eram menores, permitindo a produção de mais balas para uma determinada quantidade de chumbo. Esses rifles também tinham canos mais longos, permitindo maior precisão, e eram sulcados com ranhuras helicoidais. Eles começaram a aparecer antes de 1740, um dos primeiros exemplares sendo feito por Jacob Dickert, um imigrante alemão. Em 1850, havia vários desses fabricantes na área. A adoção do cano mais longo foi o afastamento dos armeiros locais de suas raízes alemãs, permitindo que as balas atingissem uma velocidade mais alta (já que a pólvora em chamas era contida por mais tempo) antes de emergir do cano.
No início de sua utilização, o rifle era direcionado para os atiradores de precisão a longa distância, enquanto as armas mais antigas e numerosas eram usadas pela infantaria em geral.
Na época da Guerra Revolucionária Americana, esses rifles eram comumente usados por homens da fronteira, e o Congresso autorizou o estabelecimento de dez companhias de "riflemen" (especializados em tiros de precisão). Uma das unidades mais importantes eram os "Morgan's Riflemen", liderados por Daniel Morgan. Essa unidade de atiradores de elite acabou se mostrando essencial para a Batalha de Saratoga e nos estados do Sul onde o General Morgan também a comandou. Aproveitando a precisão aprimorada do rifle, os atiradores de elite de Morgan acertaram canhoneiros e oficiais, reduzindo o impacto da artilharia inimiga. Essa categoria de vantagem foi considerado fundamental em muitas batalhas, como as batalhas de Cowpens, Saratoga e King's Mountain.

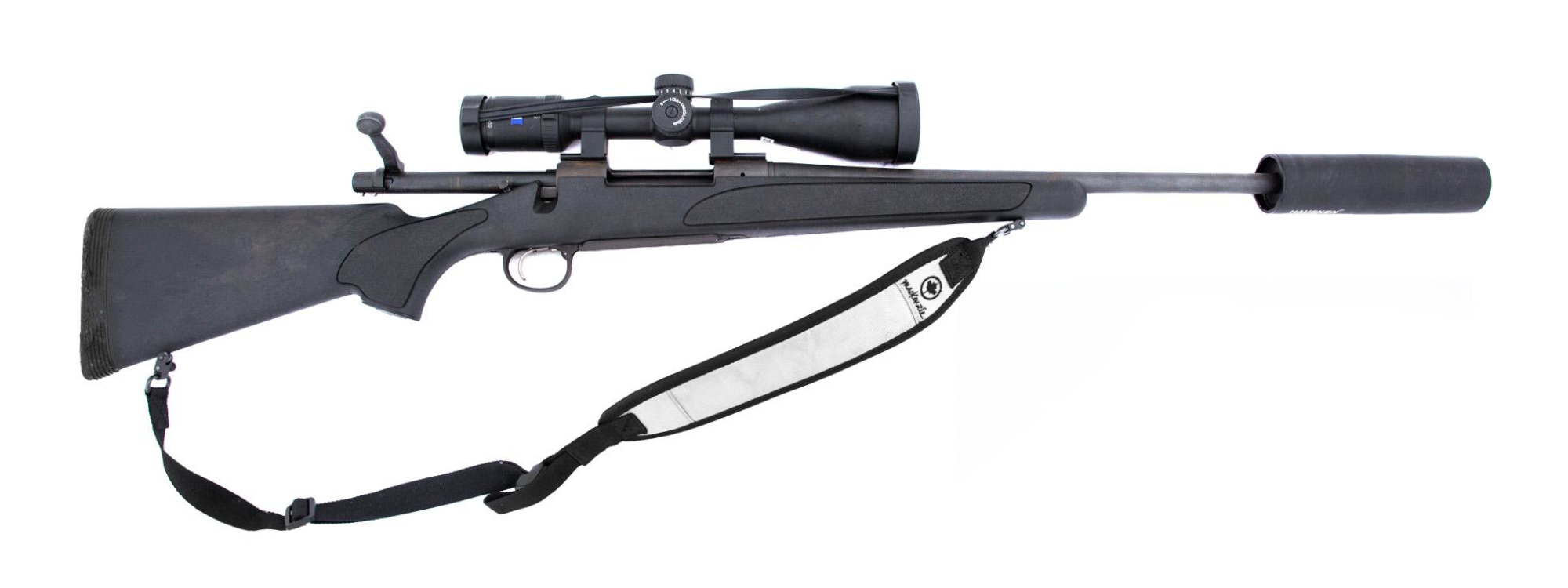
Exemplo típico de rifle moderno para uso civil (caça), um Remington Model 700 com silenciador.

Atualmente, os rifles são a arma de fogo mais comum de uso geral para a caça (com exceção da caça de pássaros, onde as espingardas são favorecidas). Rifles derivados de projetos militares são muito populares entre os atiradores civis.

### Rifle juvenil
O "rifle juvenil" ("youth rifle"), é um rifle projetado ou modificado para crianças ou atiradores de pequeno porte. Um "rifle juvenil" geralmente é um rifle de calibre .22 de tiro único por ação de ferrolho, embora alguns rifles juvenis sejam semiautomáticos. Geralmente são muito leves, com um comprimento de tração do gatilho bem reduzido, necessário para acomodar as crianças. As "coronhas juvenis" também estão disponíveis para muitos rifles populares, como o Ruger 10/22, semiautomático em .22 LR, permitindo que um rifle juvenil seja feito a partir de um rifle padrão simplesmente mudando a coronha.